# Stettenberg (Kalchreuth)

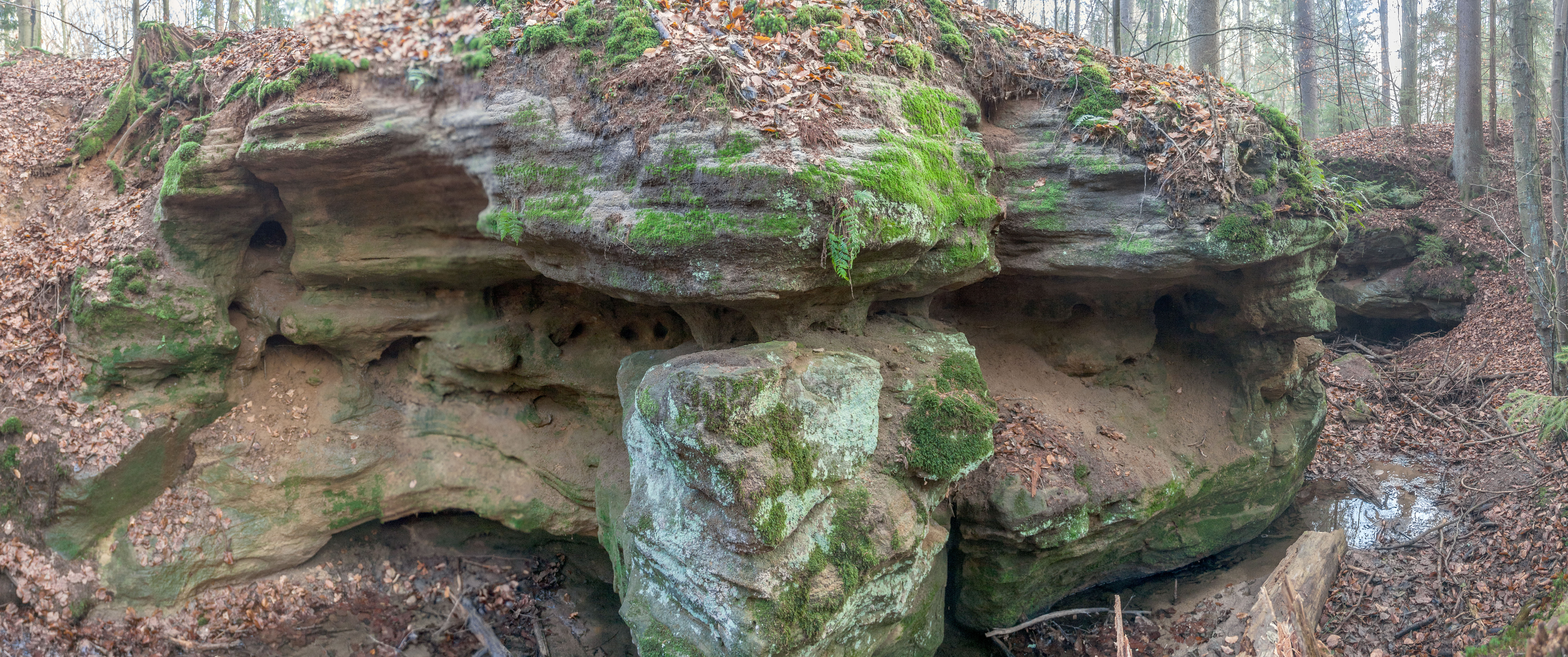
Stettenberger Schlucht

Stettenberg (fränkisch: Schdembärch) ist ein Gemeindeteil der Gemeinde Kalchreuth im Landkreis Erlangen-Höchstadt (Mittelfranken, Bayern). Stettenberg liegt in der Gemarkung Kalchreuth.

## Lage
Die Einöde liegt etwa 2,5 km südlich von Kalchreuth am Rande des Sebalder Reichswaldes, der im Westen und Süden angrenzt, und am Gockerlersberger Graben, einem rechten Zufluss der Gründlach. Nördlich des Ortes gibt es eine Grube, in der Tonschiefer abgebaut wurde. Ein Anliegerweg führt nach Heroldsberg (1,5 km östlich).

## Geschichte
Stettenberg entstand um 1200 bis 1300 als Rodungssiedlung im Sebalder Reichswald. Erstmals urkundlich erwähnt wurde der Ort 1358 als „Stetenberg“. In diesem Jahr wurde das Schloss vom Eichstätter Bischof der Burggrafschaft Nürnberg überlassen. Während des Städtekriegs (1387–1389) wurde das Schloss abgebrannt. 1409 wurde es vom Nürnberger Bürger Otto Heiden wieder aufgebaut. 1432 kam „Stettemberg“ an die Reichsstadt Nürnberg. Der Ort lag im Fraischbezirk der nürnbergischen Hauptmannschaft Heroldsberg, wurde vom Waldamt Sebaldi verwaltet und war gemeindefrei. Ab 1500 wurde das Schloss als Bauerngut genutzt, zu dem 120 Tagewerk Felder gehörten. Während der Markgrafenkriege und des Dreißigjährigen Krieges wurde das Anwesen zerstört und musste wieder hergerichtet werden.
Von 1797 bis 1810 unterstand der Ort dem Justiz- und Kammeramt Erlangen. Im Rahmen des Gemeindeedikts (frühes 19. Jahrhundert) wurde Stettenberg dem Steuerdistrikt und der Ruralgemeinde Kalchreuth zugeordnet.
Nach dem Zweiten Weltkrieg entstand westlich von Stettenberg eine Wochenendsiedlung.

### Baudenkmal
- Haus Nr. 1: Nebengebäude (ehemaliger Stall) des ehemaligen Gutes

### Einwohnerentwicklung
| Jahr      | 001818 | 001840 | 001861 | 001871 | 001885 | 001900 | 001925 | 001950 | 001961 | 001970 | 001987 | 002023 |
| Einwohner | 17     | 12     | 9      | 7      | 10     | 6      | 10     | 26     | 20     | 13     | 2      | 3      |
| Häuser    | 3      | 2      |        |        | 2      | 1      | 2      | 3      | 3      |        | 2      | 1      |
| Quelle    | [ 7 ]  | [ 10 ] | [ 11 ] | [ 12 ] | [ 13 ] | [ 14 ] | [ 15 ] | [ 16 ] | [ 17 ] | [ 18 ] | [ 19 ] | [ 1 ]  |

## Religion
Der Ort ist seit der Reformation evangelisch-lutherisch geprägt und nach St. Margaretha (Heroldsberg) gepfarrt. Die Katholiken sind nach Unsere Liebe Frau (Dormitz) gepfarrt.